# Viva Zapatero!
Viva Zapatero! es un documental de 2005, dirigido por la cómica y presentadora de televisión Sabina Guzzanti, muy crítico con el presidente Silvio Berlusconi y la censura de los medios de comunicación de Italia. Estrenado en la 62.ª edición de la Mostra de Venecia, recibió 20 minutos de aplausos por el público. A las pocas semanas fue presentado fuera de concurso en el Festival de San Sebastián, en una sesión para la prensa y otra abierta al público, cosechando gran éxito en ambas.
El título con el apellido Zapatero alude al entonces presidente español José Luis Rodríguez Zapatero, a quien Guzzanti ponía como modelo frente a la izquierda italiana, que ella consideraba incapaz de combatir a Berlusconi. El título del documental también es un pequeño homenaje a la película ¡Viva Zapata! que protagonizó Marlon Brando.

## Argumento
Sabina, famosa cómica e imitadora italiana, escribió para la RAI, la televisión pública nacional, un programa satírico: RaiOT (nombre parodia de la televisión pública RAI y la palabra del inglés riot, alboroto). RaiOT se componía de una serie de programas monotemáticos de una hora de duración que comprenden un monólogo de 20 minutos de Sabina y varios sketches. 
El primer programa trataba de la libertad de expresión, se hacía una parodia del ministro de comunicación, del presidente y de la presidenta de la RAI. El programa lo ven 1.834.000 telespectadores, lo que equivale al 18,37% del share y llega a alcanzar el 25% (más de dos millones de telespectadores) en su momento cumbre, convirtiendo a la RAI 3 en el canal más visto durante más de media hora después de medianoche.
- Mediaset, criticada en el programa, reclama unos 20 millones de euros por daños y perjuicios contra la RAI, la productora de la serie, Sabina Gazzanti y el resto de guionistas.

- La RAI cancela el programa, el juez desestima la demanda de Mediaset por carecer de fundamentos, RaiOT no es difamatoria porque es un programa satírico, y los hechos contados en el programa son básicamente auténticos. El programa se cancela por vulgaridad y por insultar al gobierno.

- Como no puede emitirse el programa se emite a modo de protesta en el Auditorio de Roma con entrada gratis.

- El programa se proyecta en distintos cines del país y en el canal Sky por satélite. También se recoge en internet. Instalan una pantalla gigante fuera del Auditorio, unas 15.000 personas están fuera esperando a verlo.

Algunas de las otras cosas que se mencionan son:
- Italia ha descendido hasta el puesto 67 según el Observatorio Mundial de las Libertades Civiles
- El testimonio del actor de teatro y satírico Beppe Grillo según él: boicoteado de todas las televisiones por su animosidad con Berlusconi.
- El despido del conocido periodista Giorgio Pieroni junto a otros trabajadores de la RAI, muy crítico con el gobierno y el monopolio informativo en el país.

La pregunta lanzada por el gobierno tras un cierto escándalo fue "¿Debe la RAI convertirse en una tribuna política tipo Hyde Park Corner?".